# Rodioszkowo
Rodioszkowo (ros. Родиошково) – wieś (ros. деревня, trb. dieriewnia) w zachodniej Rosji, w wołoście Luszczikskaja (osiedle wiejskie) rejonu bieżanickiego w obwodzie pskowskim.

## Geografia
Miejscowość położona jest nad kanałem Suszczowskaja Kanawa, 3 km od centrum administracyjnego osiedla wiejskiego (Luszczik), 7,5 km od centrum administracyjnego rejonu (Bieżanice), 128 km od stolicy obwodu (Psków).

## Demografia
W 2010 r. miejscowość nie posiadała mieszkańców.